# Stekkjarfoss
Stekkjarfoss è una piccola cascata situata nella regione del Norðurland vestra, nella parte nord-occidentale dell'Islanda.

## Descrizione
La cascata è situata nella valle Forsæludalur lungo il corso del fiume Vatnsdalsá, ed è l'ultima a monte di una serie di 11 cascate. A fianco della cascata il corso del fiume è stato segmentato per realizzare una scala per i pesci.

## Accesso
Per accedere alla cascata, partendo da Blönduós si segue la Hringvegur, la grande strada ad anello che contorna l'intera isola, e quindi la strada S722 Vatnsdalsvegur proseguendo fino alla fine del percorso e di qui si prende la stradina 7215 per la fattoria Forsæludalur, dove Gretir il Forte lottò contro uno Draugr, uno spirito non morto.
La Stekkjarfoss è posta subito a fianco della fattoria e facilmente raggiungibile. A monte di questa cascata si incontra una serie di cascate, a cominciare dalla Dalfoss, seguita dopo 1 km dalla Skessufoss, quindi dalla Kerafoss e infine dalla Rjukandi. Tra queste ci sono altre 4 cascate minori.